# Celebrate (chanson de Daria Kinzer)
Pour les articles homonymes, voir Celebrate.
Chansons représentant la Croatie au Concours Eurovision de la chanson
Lako je sve
(2010) Nebo
(2012)
Celebrate (en français Célébrer) est la chanson représentant la Croatie au Concours Eurovision de la chanson 2011. Elle est interprétée par Daria Kinzer, qui se présente alors sous son simple prénom.
La chanson est présentée lors de la première demi-finale le 10 mai 2011. Elle est la treizième de la soirée, suivant Stand By interprétée par Senit pour Saint-Marin et précédant Coming Home interprétée par Sigurjón's Friends pour l'Islande.
À la fin des votes, elle obtient 41 points et finit à la quinzième place sur dix-neuf participants. Elle ne fait pas partie des dix premières chansons qualifiées pour la finale.